# Yttre Huvträsket
Yttre Huvträsket är en sjö i Piteå kommun i Norrbotten och ingår i Åbyälvens huvudavrinningsområde. Sjön har en area på 0,299 kvadratkilometer och ligger 352,1 meter över havet.

## Delavrinningsområde
Yttre Huvträsket ingår i det delavrinningsområde (727085-170367) som SMHI kallar för Mynnar i Åbyälvens vattendragsyta. Medelhöjden är 361 meter över havet och ytan är 1,61 kvadratkilometer. Det finns ett avrinningsområde uppströms, och räknas det in blir den ackumulerade arean 5,68 kvadratkilometer. Flakbäcken som avvattnar avrinningsområdet har biflödesordning 2, vilket innebär att vattnet flödar genom totalt 2 vattendrag innan det når havet efter 99 kilometer. Avrinningsområdet består mestadels av skog (79 procent). Avrinningsområdet har 0,3 kvadratkilometer vattenytor vilket ger det en sjöprocent på 18,5 procent.